# Echolocations: Canyon
Echolocations: Canyon è il nono album in studio da solista del cantautore statunitense Andrew Bird, pubblicato nel 2015.

## Il disco
Si tratta di un disco strumentale registrato nel canyon Coyote Gulch in Utah.

## Tracce
1. Sweep the Field – 7:14
2. Groping the Dark – 10:43
3. Rising Water – 5:09
4. Antrozous – 7:06
5. The Return of Yawny – 3:47
6. Before the Germans Came – 8:05
7. The Canyon Wants to Hear C Sharp – 8:52